# Spritz
Pour les articles homonymes, voir Spritz (homonymie).
Le spritz (également appelé spritz veneziano) est un long drink alcoolisé à base de vin blanc pétillant, souvent du prosecco, d’un amer et d’eau gazeuse, largement consommé en apéritif dans les grandes villes de la Vénétie et du Frioul-Vénétie Julienne, et également répandu dans toute l'Italie.
C'est un cocktail officiel de l'association internationale des barmen (IBA) depuis 2011.

## Histoire
Dans la première moitié du XIXe siècle, la Vénétie se trouve sous la domination de l’empire d'Autriche. Les villes sont occupées par de nombreux soldats, administrateurs fonctionnaires et marchands autrichiens. Dans les tavernes de Vénétie, ils sont rebutés par le taux d’alcool des vins de la région, plus élevés que les bières et vins légers auxquels ils sont habitués. Naît alors la tradition de demander au serveur « d’arroser » ou « d’asperger » d’eau le vin local pour l'allonger. C’est de ce geste, spritzen en allemand, qu’est né le « spritz ». Le Spritz des soldats se composait alors de vin blanc et d'eau gazeuse.

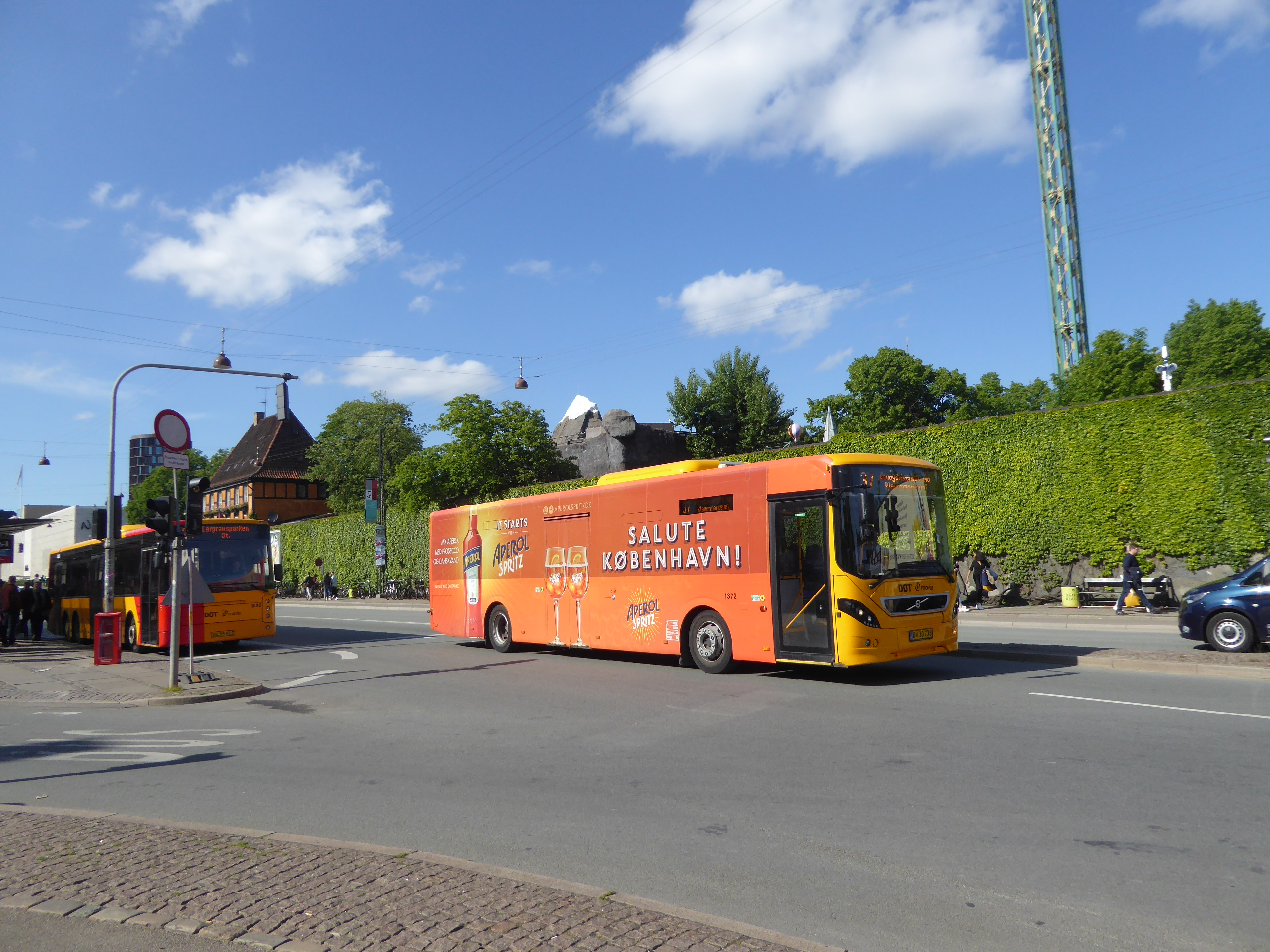
Publicité d'Aperol pour le spritz sur un bus à Copenhague (2019).

À partir de 1900, avec la diffusion de l'eau de Seltz, il y a une première évolution du spritz. Dans les années 1920, la diffusion des boissons amères (« bitter ») faites à base de racines et d’écorces d’agrumes, comme l'Aperol, le Campari, le Select ou le Cynar (rajouté par les Vénitiens à partir de 1900 afin de relever le goût de la boisson), permettent d'arriver aux versions actuelles les plus populaires du cocktail. En tant que cocktail, le spritz est vraisemblablement apparu entre les années 1920 et 1930 entre Venise et Padoue, quand les barmen ont pensé à combiner cette coutume avec le Select (produit par les frères vénitiens Pilla) puis après guerre avec l'Aperol, surtout pour sa couleur orange. Une eau pétillante (San Pellegrino ou équivalent) remplace aujourd'hui l'eau de Seltz.
Le Spritz s'est d'abord popularisé à Venise et à Padoue et, à partir des années 1970, dans toute la région de Vénétie. Il s'étend vers la même époque à toute l'Italie avec l'usage par Aperol de publicités télévisées ; mais il faudra attendre les années 2010, après le rachat par le groupe Campari, pour que le cocktail gagne progressivement l'Europe. Depuis 2011, il est officialisé par l'IBA d'abord sous la dénomination de « spritz vénitien », puis simplement de « spritz »,.
Néanmoins, si Aperol associe nécessairement dans sa stratégie marketing le spritz à son produit, ce cocktail vénitien ne se prépare pas forcément avec cette marque précisément. Le spritz vénitien original est fait avec du Select, le seul bitter qui était disponible à Venise au moment de la diffusion du spritz.
Plusieurs producteurs de boissons apéritives proposent désormais une version prêt-à-servir / boire, titrant entre 8 et 15°, dans des bouteilles de 20 ou 75 cl. Les amers et pétillants entrant dans leur composition peuvent varier.

## Composition

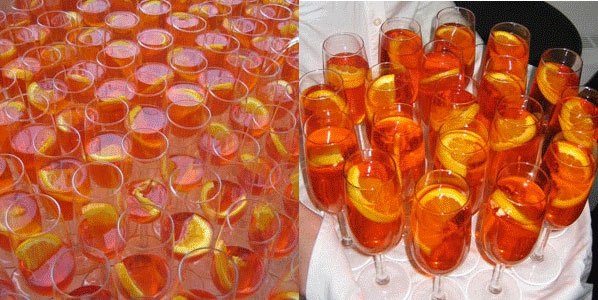
Spritz à l'Aperol.

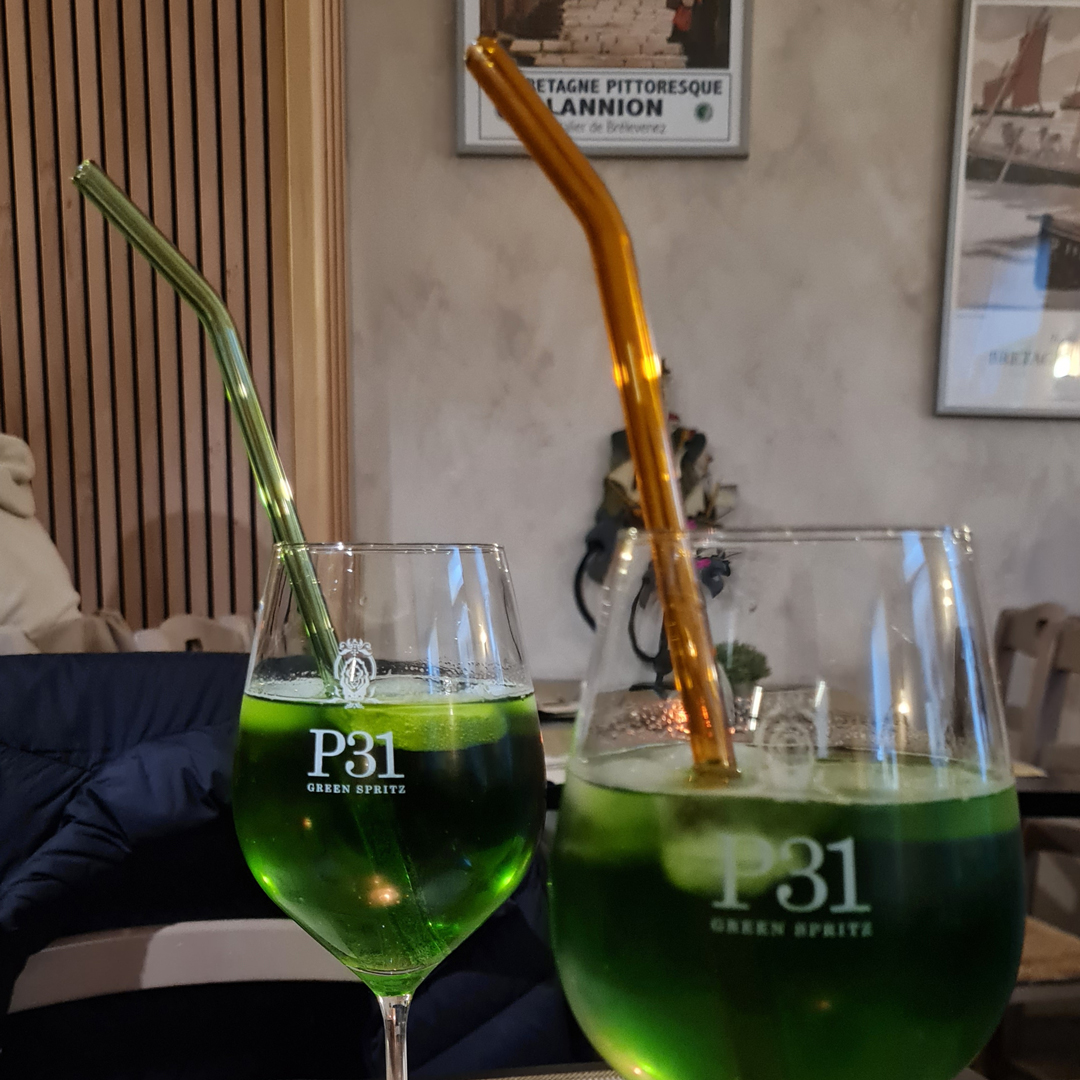
P31 Green Spritz

Le spritz se compose de vin blanc effervescent (du prosecco en général), d'eau gazeuse auxquels viennent s'ajouter un amer comme du Campari (Spritz bitter), très amer, qui donne une couleur rouge vif à la boisson, de l'Aperol, plus sucré, qui donne une teinte plus orangée (le Spritz dolce ou Aperol Spritz), du Select, de la liqueur de sureau (spritz Hugo) ou encore du Limoncello. Il existe aussi une version plus rare avec du Cynar,, de couleur noire ambrée et une avec du China Martini. Depuis le 2017, il existe également une version qui se caractérise par sa couleur verte. Crée par l’historique Caffè Pedrocchi de Padoue, c’est un amer à base de 31 herbes et épices. Créé pour obtenir le Green Spritz (Spritz vert en français), il s’est avéré adapté également au mélange avec la bière. Selon la version, il est possible d'ajouter une rondelle de citron, d'orange ou d'orange sanguine, ou occasionnellement une olive.
Le dosage et la composition varient d'un établissement à l'autre, le Spritz peut donc être très peu alcoolisé ou légèrement plus alcoolisé ou du 'Rondo' (Biostilla, de la distillerie italienne Walcher). Si l'International Bartenders Association recommande de le préparer avec « six centilitres de Prosecco, quatre de bitter et une lampée d’eau gazeuse », il semble qu'à Venise, la recette varie d'un barman à l'autre.
La composition vénitienne est, :
- 7,5 cl de prosecco ;
- 5 cl de Sélect ;
- 2,5 cl de soda/eau de Seltz ;
- une olive verte.

La composition de la Vénétie est,,, :
- 1/3 de vin blanc pétillant ;
- 1/3 d'amer ;
- 1/3 d'eau pétillante.

La recette officielle de l'IBA indique :
- 9 cl de prosecco ;
- 6 cl d'Aperol ;
- soda/seltz au goût.

Certains établissements réalisent également des Aperol Spritz préparés avec du champagne ou bien aussi en le préparant avec du Barbaresco Chinato (vin rouge piémontais aromatisé avec du quinquina jaune) comme le Caffè Stern.

## Présentation
Pour préparer le spritz, il faut verser dans un tumbler contenant de la glace, dans l'ordre : un amer, prosecco et enfin soda, puis décorer d'une demi-tranche d'orange ou d'une autre décoration, selon l'amer utilisé.
Depuis 2015, la contre-étiquette de la bouteille d'Aperol indique le verre à pied comme idéal pour la préparation d'Aperol Spritz et ce verre a été adopté par toutes les typologie de Spritz.

## Consommation
Le spritz est l'apéritif le plus populaire à Venise, Udine et Trieste ; il est aussi très apprécié par les étudiants à Vérone, Padoue ou Bologne[réf. souhaitée]. Depuis 2010, il semble que le spritz connaisse une mode en France, en Suisse, au Luxembourg et en Belgique, due à son prix bas, la simplicité de sa recette, un goût pour les boissons peu sucrées et fraîches et avec une certaine amertume. Cette mode s'inscrit aussi dans des campagnes de promotion de l'Aperol, du Campari et du prosecco en France et dans les pays francophones, issue d'une démarche du groupe Campari qui a permis de multiplier par 12 les ventes d'Apérol en 16 ans.
En raison de ses sucres résiduels, de son acidité et de l'alcool, ce cocktail tout comme le prosecco pourrait favoriser les caries dentaires.

## Variantes

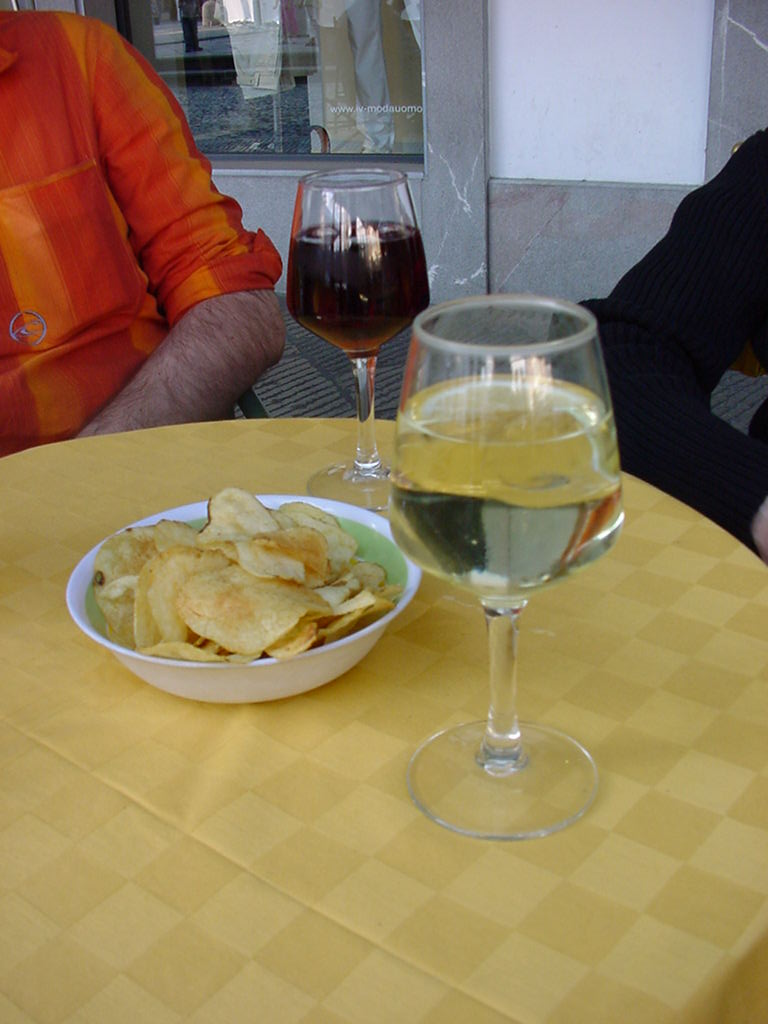
Spritz rosso et bianco.

À Trieste et à Udine, il existe encore aujourd'hui des Spritz rosso ou bianco composés simplement de vin rouge ou blanc avec de l'eau gazeuse. La même composition s'utilise pour les Şpritz blancs en Europe de l'Est (Roumanie, Moldavie, Hongrie) dans les pays qui ont connu la domination de l'Empire autrichien. C'est un apéritif très populaire dans ces régions.
La variante utilisant du campari, parfois additionnée de jus d'orange, est aussi appelée « bicicletta ».
Le patxaran spritz, d'origine ibérique, est préparé avec du patxaran et du cava.
Un spritz blanc, appelé cocktail Hugo ou spritz Saint-Germain, du nom de la liqueur éponyme (en), est un spritz préparé à partir de liqueur de mélisse ou, plus souvent, de liqueur de fleurs de sureau,.
Le Green Spritz (Spritz vert en français) est un Spritz préparé à partir de P31 Aperitivo Green, un amer à base d'herbe et d'épices créé à Padoue en 2017.
À Bergame, Tony Foini, barman du bistro « Le Iris », a créé le Donizetti Spriss du nom de la figure la plus célèbre de la ville. L’ingrédient principal est l’Elixir D’Amore Bitter 24 des distilleries de Sarnico, qui est aussi l’un des « Ambasciatori di Donizetti » (ambassadeurs de Donizetti) du projet culturel promu par la fondation Donizetti. En 2017, Foini a présenté la préparation du cocktail qu’il avait inventé aux restaurateurs de la ville. Aujourd’hui, le Donizetti Spriss est la « star » de l’Happy hour précédant la Nuit Donizetti, événement extrêmement populaire chaque mois de juin dans la ville de Bergame. Cette variante est réalisée dans un verre à vin avec de la glace, une demi-bouteille de jus d’orange San Pellegrino, un cinquième d’Elixir D’Amore Bitter 24 et un cinquième de vin rouge de Bergame, décoré avec du zeste de citron, et une pincée de poudre de cannelle.